# Pion
Pion (oznaka {\displaystyle \pi \,}) je katerikoli izmed podatomskih delcev, ki jih označujemo s {\displaystyle \pi ^{0},\pi ^{+},\pi ^{-}\,}. Pioni so najlažji mezoni.

## Lastnosti
Pioni so bozoni (njihov spin je 0). Sestavljeni so iz kvarkov prve generacije. Pion π+ je sestavljen iz enega kvarka u in enega antikvarka d. Pion π- je njegov antidelec, ki je sestavljen je iz kvarka d in antikvarka u. Nenabiti pion (π0) je antidelec sam sebi. Barionsko število in izospin pionov je 0.

## Razpad pionov

### Razpad nabitih pionov
Piona {\displaystyle \pi ^{+}\,} in {\displaystyle \pi ^{-}\,} razpadeta na naslednji način
{\displaystyle \,\pi ^{+}\to \mu ^{+}+\nu _{\mu }}
{\displaystyle \pi ^{-}\to \mu ^{-}+{\overline {\nu }}_{\mu }}

### Razpad  nenabitega piona
{\displaystyle \,\pi ^{0}\to 2\gamma }  (verjetnost razpada (98,798 ± 0,032)%)
{\displaystyle \,\pi ^{0}\to e^{+}+e^{-}+\gamma } (verjetnost razpada (1,198 ± 0,032)%)

## Pregled pionov
V preglednici so podani nekateri osnovni podatki o pionih:
| oznaka piona | pion oznaka | antidelec oznaka | sestava (kvarki)                                                                    | mirovna masa (MeV/c2) | IG | JPC | S | C | B' | srednji življenjski čas (s) | razpad (>5% razpadov) |
| ------------ | ----------- | ---------------- | ----------------------------------------------------------------------------------- | --------------------- | -- | --- | - | - | -- | --------------------------- | --------------------- |
| π+           | π+          | π-               | u antikvark d                                                                       | 139,570 18(35)        | 1− | 0−  | 0 | 0 | 0  | 2,6033 ± 0,0005 . 10-8      | µ+ + νµ               |
| π0           | π0          | sam sebi         | {\displaystyle {\tfrac {\mathrm {u{\bar {u}}} -\mathrm {d{\bar {d}}} }{\sqrt {2}}}} | 134,976 6 ± 0,000 6   | 1− | 0−+ | 0 | 0 | 0  | 8,4 ± 0.6 × 10−17           | γ + γ                 |